# Діна Мусаві
Діна Мусаві — іракська акторка, ведуча та співавторка програми Syria Recipes From Home, що проживає в Лондоні.

## Ранній життєпис
Діна народилася в родині іракця та матері — українки, і виросла в Багдаді — столиці Іраку. У 1986 році її родина переїхала до Бредфорда в Англії, щоб уникнути наслідків ірано-іракської війни .
Вона відвідувала гімназію Salt та навчалася в Stage 84 у Шиплі в Бредфорді. Професійна акторська кар'єра Діни Мусаві розпочалася в десятирічному віці, коли вона грала головну роль у телешоу « The Prime Minister's Brain» на ITV.

## Кар'єра
Мусаві з'являється періодично на телебаченні в ряді британських мильних операх, включаючи Вулиця коронації, Dalziel and Pascoe, Cold Feet, King of Bollywood та T4.

## Особисте життя
Діна Мусаві одружена з англійським актором Джимом Стерджесом .

## Примітка
1. ↑  Dina's hitting the right notes. Архів оригіналу за 9 червня 2011. Процитовано 22 листопада 2022.
2. ↑  Jim Sturgess brings hoax with a painful legacy to life in new JT LeRoy biopic. 12 березня 2015. Процитовано 16 серпня 2019.